# 阿帕卢萨马
阿帕卢萨马（Appaloosa）是一种美国马的品种，最出名的是它丰富多彩的斑点皮毛。该品种的身体类型广泛，这源于其整个历史上有多个品种的马对其产生过影响。每匹马的色彩图案，从遗传角度来讲，是各种斑点图案覆盖在一种公认的基本皮毛颜色上的结果。阿帕卢萨马的色彩图案吸引了那些研究马皮颜色基因的人，因为它与其它几项身体特性都与斑点皮毛突变（LP）有关联。阿帕卢萨马易发马周期性葡萄膜炎和先天性静止夜盲症；后者已经关联到斑点皮毛。
在欧洲的史前石洞壁画中，存在着描绘豹斑史前马的艺术品。在近世，古希腊和中国汉朝的艺术作品中，都出现了带豹斑图案的驯养马的画。在北美，内兹珀斯人在今美国太平洋西北地区开发了原始的美洲品种。定居者曾将这些斑点马称为“帕卢斯马”（Palouse horse），该名应该是来源于帕卢斯河，一条穿过内兹珀斯领地心脏地带的河。逐渐地，名字演变成了“阿帕卢萨”。
在1877年的内兹珀斯战争之后，内兹珀斯人丧失了他们大多数的马，该品种陷入衰退几十年。在1938年成立阿帕卢萨马俱乐部（ApHC）作品种注册之前，只有少数专门饲养者保留了阿帕卢萨马，作为一个独特的品种。现代品种保持的血统可以追溯到注册的基础血库；其部分开放的标准允许加入一些纯种马、美洲奎特马和阿拉伯马血统。
今天，阿帕卢萨马是美国最受欢迎的品种之一；它在1975年被爱达荷州定为官方的州马。它是用于西部骑马学科中最著名的血库马，但也是一个多用途品种，在许多其它类型的马术活动中都可以看到。阿帕卢萨马被用于许多电影中；佛罗里达州立大学塞米诺尔队的吉祥物是一匹阿帕卢萨马。阿帕卢萨马的血统影响了其它马种，包括美洲小马、内兹珀斯马和几种步态马品种。

## 特征

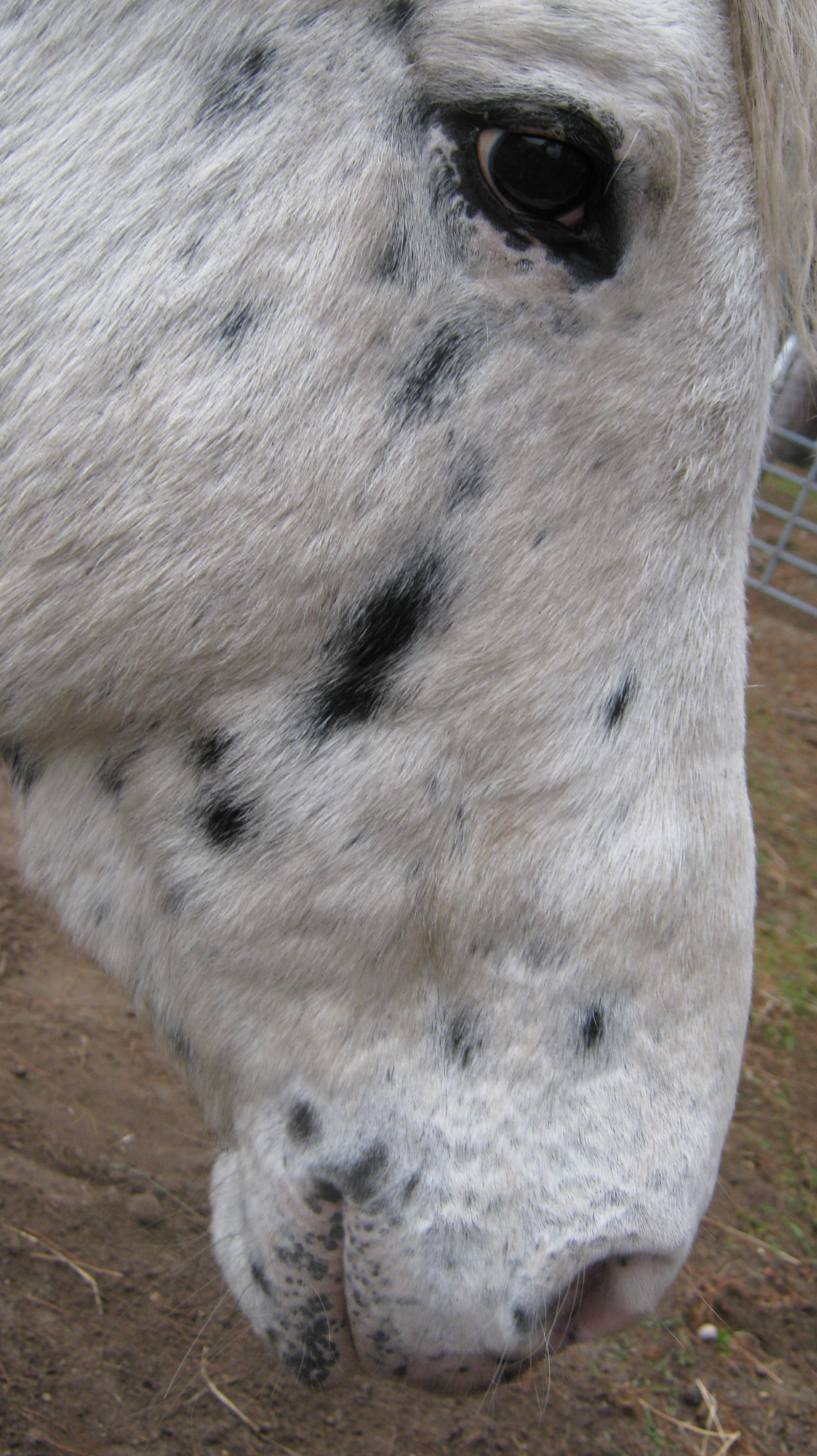
皮肤上的斑点在眼睛和鼻口周围尤其明显。阿帕卢萨马眼睛的巩膜是白色的。

阿帕卢萨马最出名的是它与众不同的斑点皮毛，这也是该品种的首要特征。斑点由多个覆盖在几种公认的基础马匹毛色之上形成，往往像毯子一样盖在后侧面。另外还有三项其它的与众不同的“核心”特征：杂色的皮肤，带条纹的蹄子和有白色巩膜的眼睛。
皮肤上的斑点通常在鼻口、眼睛、肛门和生殖器周围。蹄子有条纹是一个普遍的特点，它是阿帕卢萨马的显著特征，但不是唯一的。巩膜是眼睛的一部分，它围绕着虹膜；尽管所有的马在眼球向后转时都能看见眼白，但阿帕卢萨马的眼球在正常位置时就能很容易地看见它白色的巩膜，这是有别于其它品种的一个与众不同的特征。因为偶尔也会有个别的阿帕卢萨马天生只有很少的或者没有明显的斑点图案，ApHC允许皮肤带有斑点并且同时具有至少一个其它核心特征的马进行“常规”注册。如果马的父母都在ApHC注册了，但并没有“可辨认的阿帕卢萨马特征”，则被注册为“无特征”，这是一种有限的特殊注册状态。
阿帕卢萨马的体型差异较大，部分原因是豹斑皮毛特征是其主要识别因素，还因为几个不同的马种影响了其发展。其体重变化范围从950至1,250英磅（430至570），高度变化范围从14至16手距（56至64英寸；142至163）。但是，ApHC不允许矮种马或挽马配种。
原先的“旧时代”或“旧型”阿帕卢萨马是一种高大的、身体较窄的杂种马。这种体型反映了一种杂合，这种杂合从公元1700年以前传统的伊比利亚马普遍出现在美国的平原上时就已经开始了。然后，加入了18世纪的欧洲血统，特别是那些“染色”马的血统，它们在那段时间很受欢迎，一旦它们的颜色在欧洲不再受欢迎，就被大批运送到美洲。这些马类似于西班牙启蒙运动时代流行的又高又瘦的纯种安达卢西亚马。最初的阿帕卢萨马往往具有突出的面部轮廓，类似于16世纪查理五世统治时期首次开发的温血詹妮特的十字架。
后来在1877年内兹珀斯人战败后，旧型的阿帕卢萨马被改变了，加入了挽马的血统，当时美国政府的政策迫使印第安人变成农民，并为他们提供了挽马的母马来繁殖到现有的种马。最初的阿帕卢萨马的鬃毛和尾巴通常比较稀疏，但这并不是主要特征，因为许多早期的阿帕卢萨马确实有完整的鬃毛和尾巴。豹斑和长稀疏的鬃毛尾巴之间有可能存在遗传上的关系，但确切的关系现在还不知道。
在1938年阿帕卢萨马俱乐部成立以后，随着美洲奎特马和阿拉伯马血统的加入，一种更加现代的马被开发出来。奎特马血统的加入，使阿帕卢萨马在短跑和羁马比赛中表现更佳。许多对马的切割和束缚使得旧型阿帕卢萨马超越了阿拉伯马血统，特别是通过阿帕卢萨马基础血库“红鹰”（Red Eagle）。1970年代，又加入了纯种马的血统，以早就更适合比赛的马。许多现在的育种者也试图培育没有“鼠尾”特征的马，因此现代化的阿帕卢萨马有全部的鬃毛和尾巴。

## 颜色和斑点图案

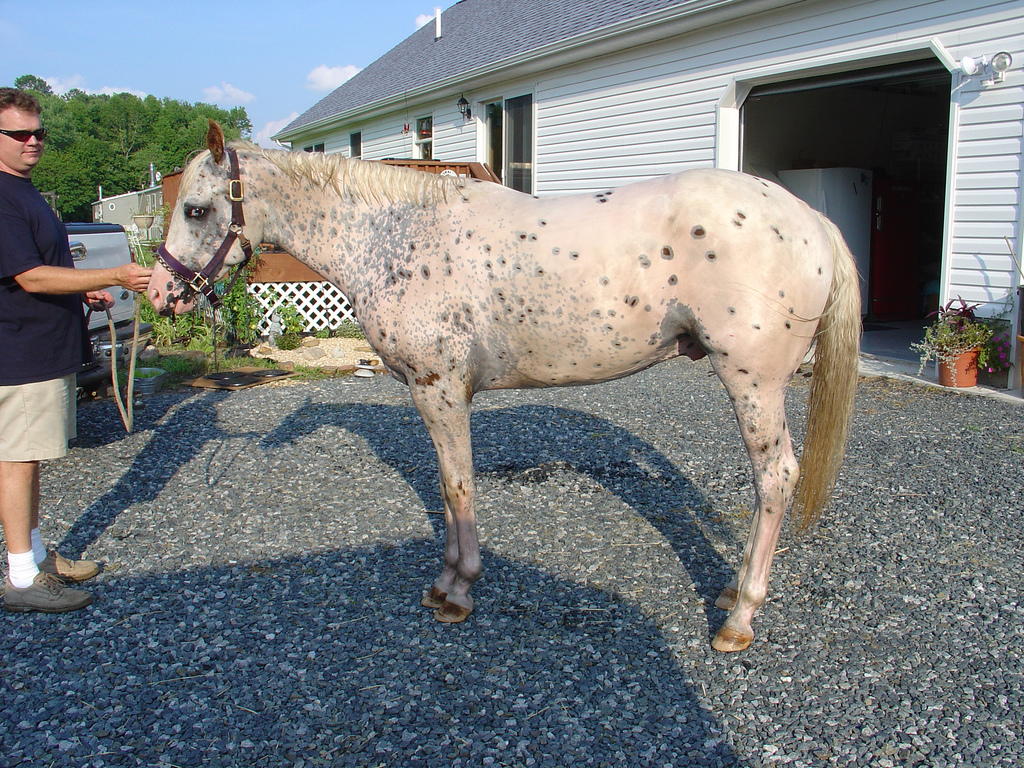
湿毛的少量豹斑的阿帕卢萨马，在斑点周围的白毛下的深色皮肤显示出“光晕”的效果。

阿帕卢萨马的毛色是基底颜色与覆盖斑点图案的组合。阿帕卢萨马俱乐部认可的基底色包括枣色、黑色、栗色、金黄色、鹿皮棕色、乳白色、沙色、灰色、暗褐色和灰褐色。阿帕卢萨马的标记有几种不同的图案。大多数人将这种独特的斑点图案（统称为“豹斑”）与阿帕卢萨马联系起来。斑点覆盖在较黑的皮肤上，并且通常被“光晕”包围，这里斑点附近的皮肤也较黑，但上面覆盖的毛是白色的。
在阿帕卢萨马出生时就预测他长大后的颜色并不总是容易的事。任何品种的马驹在出生时的毛基本上都会在褪掉胎毛时变得更暗。此外，阿帕卢萨马的马驹并不总是显现出经典的豹斑特点。图案有时会在马的一生中发生变化，尽管有些图案，例如毯子和豹子图案，较为稳定。带亮灰色和雪花图案的马在出生时特别容易显现出非常少的彩色图案，在长大后便发展出很多可见的斑点。
阿帕卢萨马俱乐部还认可“本色”（solid）马的概念，即有一个基底色，“但没有对比色以阿帕卢萨马毛色图案的形式出现”。本色马如果有斑点皮肤和一个其它的豹斑特征，则可以登记。
基底色被各种斑点图案所覆盖，这写斑点是可变的，而且 往往不能恰当地归为一个特定的类别。这些图案描述如下：
| 图案                                                                    | 描述 | 图片 |
| ----------------------------------------------------------------------- | --- | ---- |
| 斑点 （Spots）                                                          | 通用术语，指马匹全身或部分身体上有白色或深色的斑点。 |      |
| 毯子或雪帽 （Blanket or snowcap）                                       | 相对于基底色，通常在（但不限于）臀部有一大片白色区域。 |      |
| 斑点毯 （Blanket with spots）                                           | 白色毯子内有深色斑点。斑点通常与马的基底色相同。 |      |
| 豹斑 （Leopard）                                                        | 白马的深色斑点遍布全身。被认为是覆盖了全身的毯子的扩展。 |      |
| 小豹斑 （Few spot leopard）                                             | 马的大部分是白色，在侧面、颈部和头部周围有一点颜色。 |      |
| 雪花 （Snowflake）                                                      | 马的身体是深色的，但有白色斑点。通常，随着马匹年龄的增长，白色斑点的数量和大小都会增加。 |      |
| 阿帕卢萨沙色、大理石或亮沙色 （Appaloosa roan, marble or varnish roan） | 豹斑的独特版本。深色和浅色的毛发混在一起，颜色较浅的区域出现在额头、下颌和颊骨上，还有背部、腰部和臀部。颜色较深的区域可能出现在沿颊骨边缘，以及腿上、鼻部、眼睛上方、臀部和肘部后面。骨头区域的深色点被称为“亮标”（varnish marks），并且能将这种图案与传统的沙色区别开来。 |      |
| 斑驳 （Mottled）                                                        | 一些全白的豹斑，只显现斑驳的皮肤。 |      |
| 沙色毯或霜 （Roan blanket or Frost）                                    | 马的臀部是沙色的。毯子通常出现在（但不限于）臀部区域。 |      |
| 斑点沙色毯 （Roan blanket with spots）                                  | 马匹有沙色毯，沙色区域有白色或深色斑点。 |      |

### 毛色遗传学

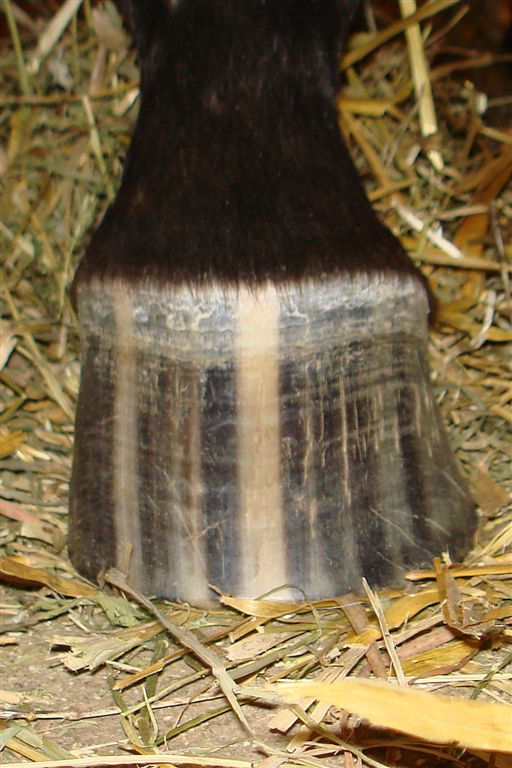
带条纹的蹄子是一种特征。

任何表现出阿帕卢萨马核心特征的马，如毛发图案、斑驳的皮肤、带条纹的蹄子和可见的白色巩膜，都携带了至少一个显性“豹斑”（LP）基因的等位基因。LP是一种常染色体显性突变的TRPM1基因，位于马的1号染色体（ECA 1）上。至少有一个LP基因的所有马匹都表现出豹斑的特征，并且据推测，LP与其它图案基因（PATN）共同起作用，而那些基因是否能产生不同毛色的图案尚未确定。LP杂合的马往往比纯合的颜色更深，但并不总是这样。
TRPM1基因中有三个单核苷酸多态性（SNP）已被确定为与LP突变密切相关，但图案产生的一机制尚不清楚。在不久的将来，可能会开发出一种商业上可行的、基于DNA的测试，育种者可以用它来确定，在没有可见的阿帕卢萨马特征的马匹中是否也存在LP。
并不是每一匹阿帕卢萨马都能显现出可见的毛色斑点，但即使是完全纯色的马，如果它携带至少一个显性LP等位基因，也会表现出阿帕卢萨马的特征，如竖条纹的蹄子、眼睛的白色巩膜，以及眼睛、嘴唇和生殖器周围斑驳的皮肤。阿帕卢萨马也可以表现出萨比诺马或白斑马类型的标记，但是因为白斑马基因可能会覆盖或掩盖阿帕卢萨马的图案，因此阿帕卢萨马俱乐部不鼓励与白斑马杂交，并且会拒绝有过多白色标记的马匹注册。创造这些不同图案的基因可以存在于同一匹马中。阿帕卢萨计划（Appaloosa Project）是一个遗传研究组，它研究了阿帕卢萨马和白斑基因的相互作用，以及它们如何相互影响。

## 历史

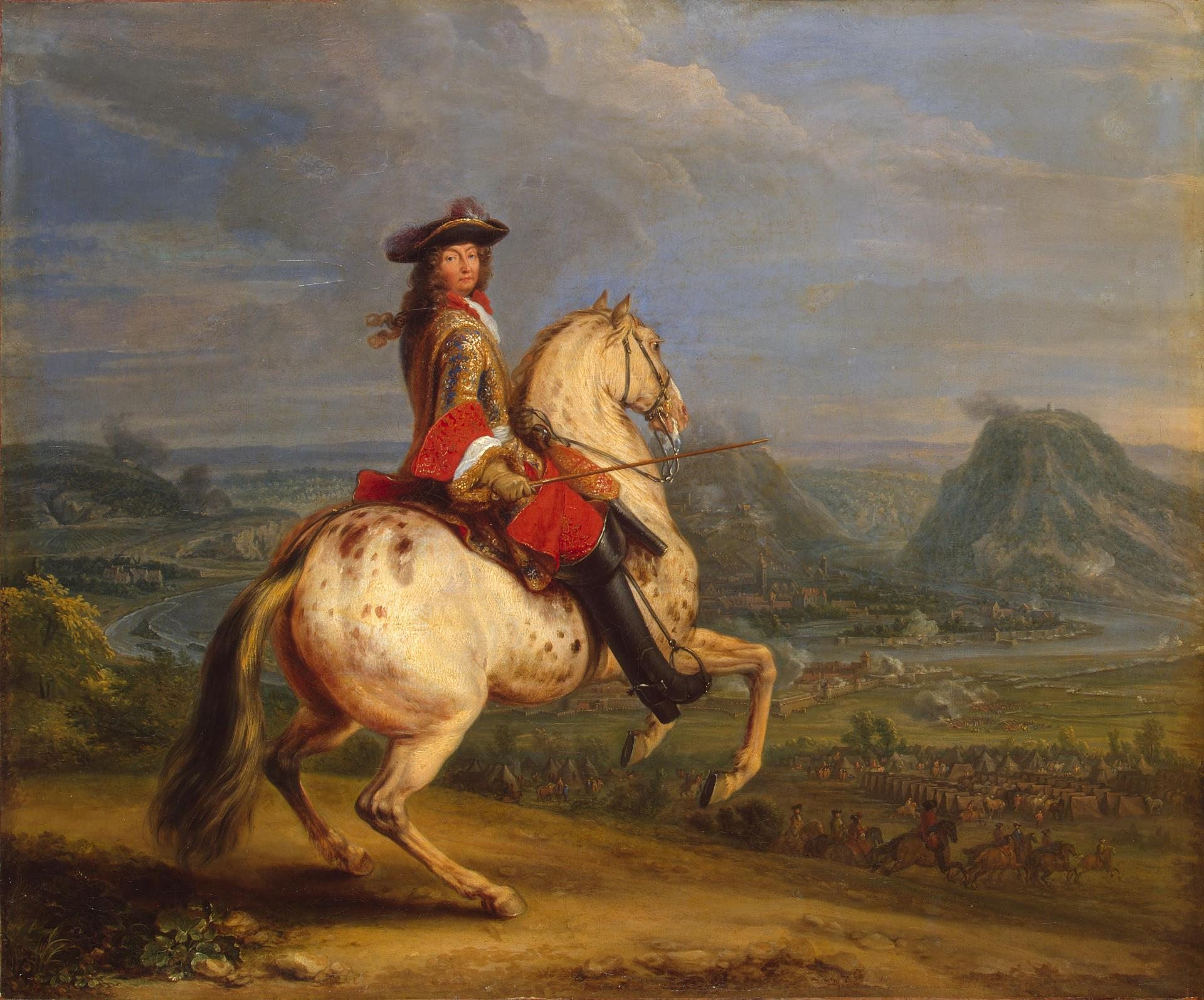
1674年画作，路易十四骑在斑点马上

最近的研究表明，欧亚的史前石洞壁画描绘了豹斑马，这可能准确地反映了一种古野马的表型。对豹斑图案驯养马匹的描绘可以追溯到古希腊、古波斯和中国汉朝；近一些的描绘出现在11世纪的法国和12世纪的英格兰。在16、17世纪的法国画作中，带斑点的马被用作骑乘马，其它记录表明，它们在法国路易十四的宫廷中也被用于马车。在18世纪中叶的欧洲，贵族和皇室成员对豹斑图案的马有很大的需求。马术学校将这些马用于游行和其它的展示形式。如今在欧洲有豹斑的现代马种包括纳布斯楚珀马和平茨高马，或者诺里克马。
西班牙人可能是通过与南奥地利和匈牙利的贸易得到斑点马的，因为已经知道那边存在有色图案的马。然后，征服者和西班牙定居者在16世纪初首次到达美洲时，便带来了一些标记鲜明的马匹。科尔特斯带到墨西哥的16匹马中，有一匹是带有雪花图案的，西班牙作家在1604也提到过其它带斑点的马。18世纪末，当斑点马在欧洲过时后，其他人到达了西半球，并将这些马运送到了墨西哥、加利福尼亚和俄勒冈。

### 内兹珀斯人

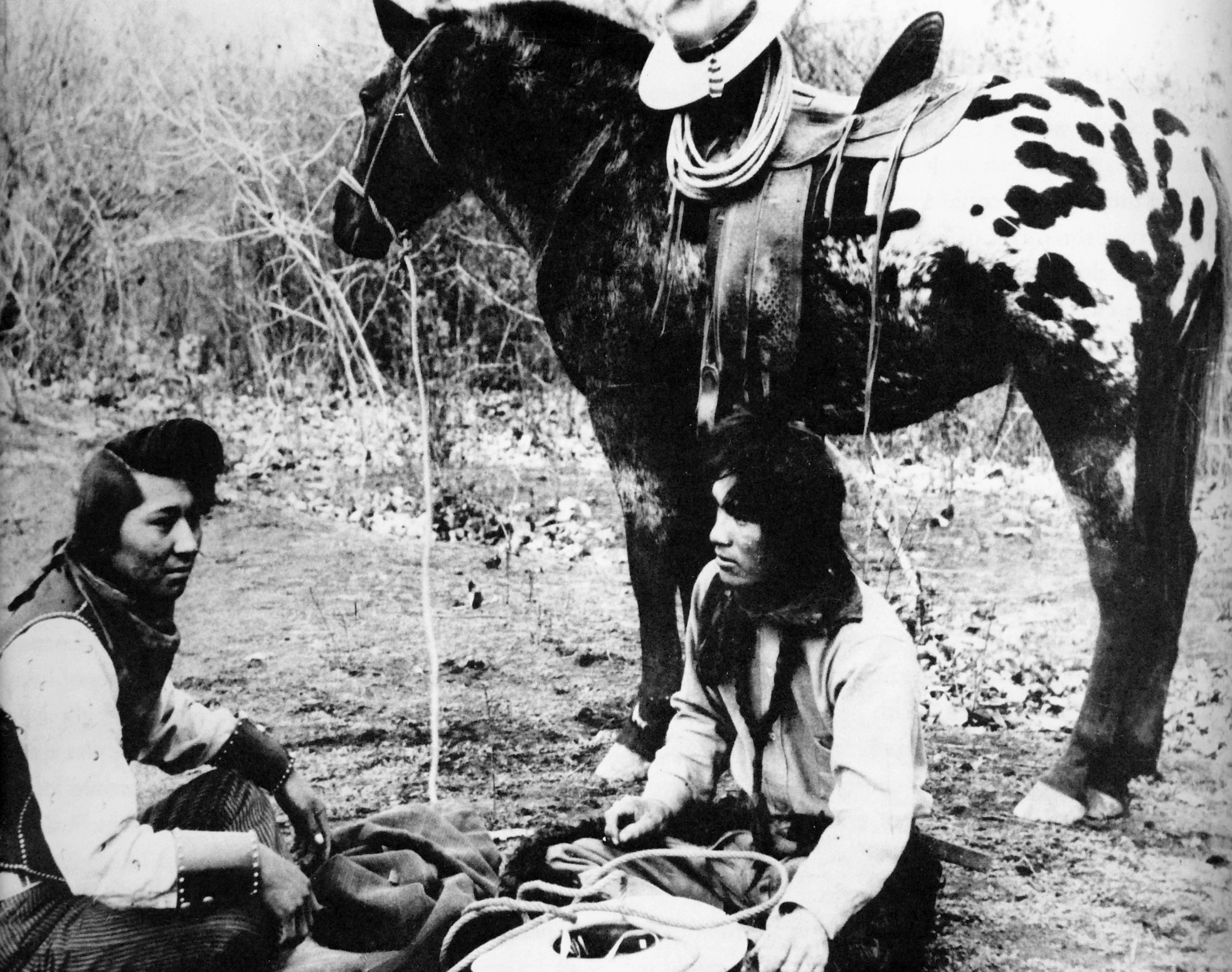
两名内兹珀斯人与一匹阿帕卢萨马，大约1895年

内兹珀斯人生活在今华盛顿州东部、俄勒冈州和北中爱达荷州，他们在那里从事农业和马匹繁殖。1730年左右，内兹珀斯人先从休休尼人那里得到了马匹。他们生活的地方对于马匹繁殖来说很出色，很少受到其它部落的袭击，因此相对安全。他们利用了这一情况，并且对其动物制定了严格的繁殖选择规范，到1750年建立了饲养的马群。他们是少数几个积极采用阉割劣等公马和将血统较差的马匹交易出去，以便从基因库中排除不适当动物的部落之一，因此在19世纪初以马匹繁殖者著称。
早期的内兹珀斯马被认为质量很高。刘易斯与克拉克远征的梅里韦瑟·刘易斯在1806年2月15日的日记中写道：“他们的马种表现出色；他们高大、体格健壮、活跃且有耐力：简而言之，他们中许多看起来就像粗壮的英格兰原始人，在任何国家都能造就为英才。”刘易斯确实注意到了斑点图案，他说：“……其中有些马被染上了不规则分布的大白斑，并与黑棕色贝（原文为“bey”）或其它一些深颜色混合在一起”。“染”，刘易斯可能是指现代阿帕卢萨马身上的豹斑图案，但刘易斯还指出，“大部分还是统一的颜色”。阿帕卢萨马俱乐部估计，内兹珀斯人当时拥有的马中，大约只有百分之十是斑点的。当时内兹珀斯人原本有许多纯色的马，但从刘易斯和克拉克访问之后的某个时间开始，他们开始在繁殖过程中强调颜色，到19世纪后期，他们就有了许多斑点马。当人定居者迁入内兹珀斯人的传统领地时，马匹交易的成功使内兹珀斯人富裕起来，他们在1861年繁殖的马匹被描述为“优雅的面子，王子的坐骑。”曾经，15美元就可以买到一匹普通的马，而非印第安人想从内兹珀斯人手中购买阿帕卢萨马，报价高达600美元却被拒绝了。

### 内兹珀斯战争
与美国的和平可以追溯到由刘易斯和克拉克缔造的同盟，但1860年代的金矿工和1870年代的定居者给内兹珀斯人带来了压力。虽然1855年的一项条约最初允许他们保留大部分的传统领地，但1863年的条约却将分配给他们的土地减少了90%。内兹珀斯人拒绝根据1863年的条约放弃他们的土地，其中包括一个居住在俄勒冈州瓦洛厄谷的部落，其领导人是海因莫特·图阿亚拉克特（Heinmot Tooyalakekt），他更广为人知的名字是约瑟夫酋长。紧张局势加剧，1877年5月，奥利弗·奥蒂斯·霍华德将军召集了一个理事会，并命令非条约部落迁移至保留地。约瑟夫酋长认为军事抵抗是徒劳的。到1877年6月14日，在今格兰吉维附近已经聚集了约600人。但在那一天，一小队勇士对附近的白人定居者发动了进攻，引发了内兹珀斯战争。 在爱达荷进行了几次小规模战斗之后，800多名内兹珀斯人（主要是非战斗人员）带着2000头各种牲畜包括马，逃到了蒙大拿州，然后向东南进入了黄石国家公园。少数内兹珀斯战士，可能少于200人，在几次冲突中成功阻止了更多的美军，包括在蒙大拿西南部进行的持续两天的比格霍尔战役。然后他们向东北移动，并试图寻求克罗国的庇护；遭拒后，他们为保安全前往加拿大。
在这段大约1,400英里（2,300）的整个行程中，内兹珀斯人非常依赖他们快速、灵活又强壮的阿帕卢萨马。在距离美加边界40英里（64）时，他们在蒙大拿州熊爪山附近停下来休息，并结束了此次迁徙。但内兹珀斯人并不知道，尼尔森·A·迈尔斯上校已经从基奥堡率领一支步兵-骑兵部开始追击。经过一场五天的战斗，1877年10月5日，约瑟夫投降了。战斗和战争都结束了。多数作战首领已死亡，非战斗人员又冷又饿，约瑟夫宣布，他将“永不再战”。

### 内兹珀斯战争之后
美国第7骑兵接受约瑟夫酋长和其余内兹珀斯人的投降后，他们立即把1000多匹部落的马据为己有，能卖的卖掉，并将剩下的很多都射杀了。但是在内兹珀斯人开始撤退时，就有大量马匹被留在了瓦洛厄谷，途中还有其它动物逃跑或被遗弃。内兹珀斯人最终定居在中北爱达荷的保留区上，只被允许拥有少量的马，并被军队要求和挽马杂交，以繁殖农用马。内兹珀斯部落再也没有重获其以前作为阿帕卢萨马饲养者的地位。在20世纪后期，他们开始了一项计划，来开发一个新的马品种，内兹珀斯马，目的是恢复他们的马文化、选择性繁殖的传统和马术。
尽管1877年之后仍然残存少量的阿帕卢萨马，但实际上将他们作为独特的品种已经忘却了将近60年。一些优质马匹继续被繁殖，其中大多数是定居者捕获或购买并用作牧马干活的。其它的被用在马戏团和相关的娱乐形式，例如水牛比尔的狂野西部。这种马最初被定居者称为“帕卢斯马”（Palouse horses），来源于穿过曾经的内兹珀斯国心脏地带的帕卢斯河。该名渐渐地演变成“阿帕卢斯”（Apalouse），再变成“阿帕卢萨”。其它早期名字的变体包括“阿帕拉西”（Appalucy）、“阿帕劳塞”（Apalousey）和“阿帕卢西”（Appaloosie）。在1948年的一本书中，该品种被称为“阿佩娄萨马”（Opelousa），被描述为一种“强壮的印第安和西班牙马品种”，18世纪被偏远地区的人用来将货物运到新奥尔良去卖。到1950年代，“阿帕卢萨”被认为是正确的拼写方式。

### 振兴
阿帕卢萨马引起一般公众的注意是在1937年1月，当时来自刘易斯顿 (爱达荷州)的历史学教授弗朗西斯·D·海恩斯（Francis D. Haines）在《西部骑士》杂志上发表了一篇文章，描述了该品种的历史，并敦促对其保护。海恩斯进行了广泛的研究，与朋友兼阿帕卢萨马狂热爱好者乔治·哈特里（George Hatley）一起，走访了许多内兹珀斯村庄，收集历史，并拍摄照片。该文章引起了人们对该马种的强烈兴趣，并促使克劳德·汤普森（Claude Thompson）和一些其他专门饲养者在1938年成立了阿帕卢萨马俱乐部（ApHC）。其注册地最初在莫罗 (俄勒冈州)；但是1947年，该组织在乔治·哈特里的领导下，转移到了莫斯科 (爱达荷州)。阿帕卢萨马博物馆基金会成立于1975年，旨在保护阿帕卢萨马的历史。《西部骑士》杂志，尤其是其长期出版商迪克·斯宾塞（Dick Spencer）继续通过许多后续文章来支持和推广该品种。
曾经振兴过阿帕卢萨马的一个重要杂交影响是阿拉伯马，早期的注册名单显示，阿帕卢萨马俱乐部注册的前十五匹马中，有十匹是阿拉伯马-阿帕卢萨马杂交出来的。例如，克劳德·汤普森（Claude Thompson）的主要马种之一是费拉斯（Ferras），这是一种由威尔·基思·凯洛格培育的阿拉伯种马，其亲代是从英格兰克拉贝特阿拉伯种马场引进的。费拉斯又繁殖出红鹰（Red Eagle），一种著名的阿帕卢萨种马，于1988年加入阿帕卢萨名人堂。后来又加入了纯种马和美洲奎特马的血统，以及与其它品种的交叉，包括摩根马和标准马。1983年，阿帕卢萨马俱乐部将允许杂交的品种减少到三个主要品种：阿拉伯马、美洲奎特马和纯种马。
到1978年，阿帕卢萨马俱乐部已经是轻型马种的第三大马匹注册机构。从1938年至2007年，阿帕卢萨马俱乐部已经累计注册了超过670,000匹阿帕卢萨马。1975年3月25日，爱达荷州州长塞西尔·安德鲁斯签署了授权法案，将阿帕卢萨马指定为爱达荷州的官方“州马”。爱达荷还提供了一种以阿帕卢萨马为特色的定制车牌，这也是第一个提供州马特色车牌的州。

## 注册

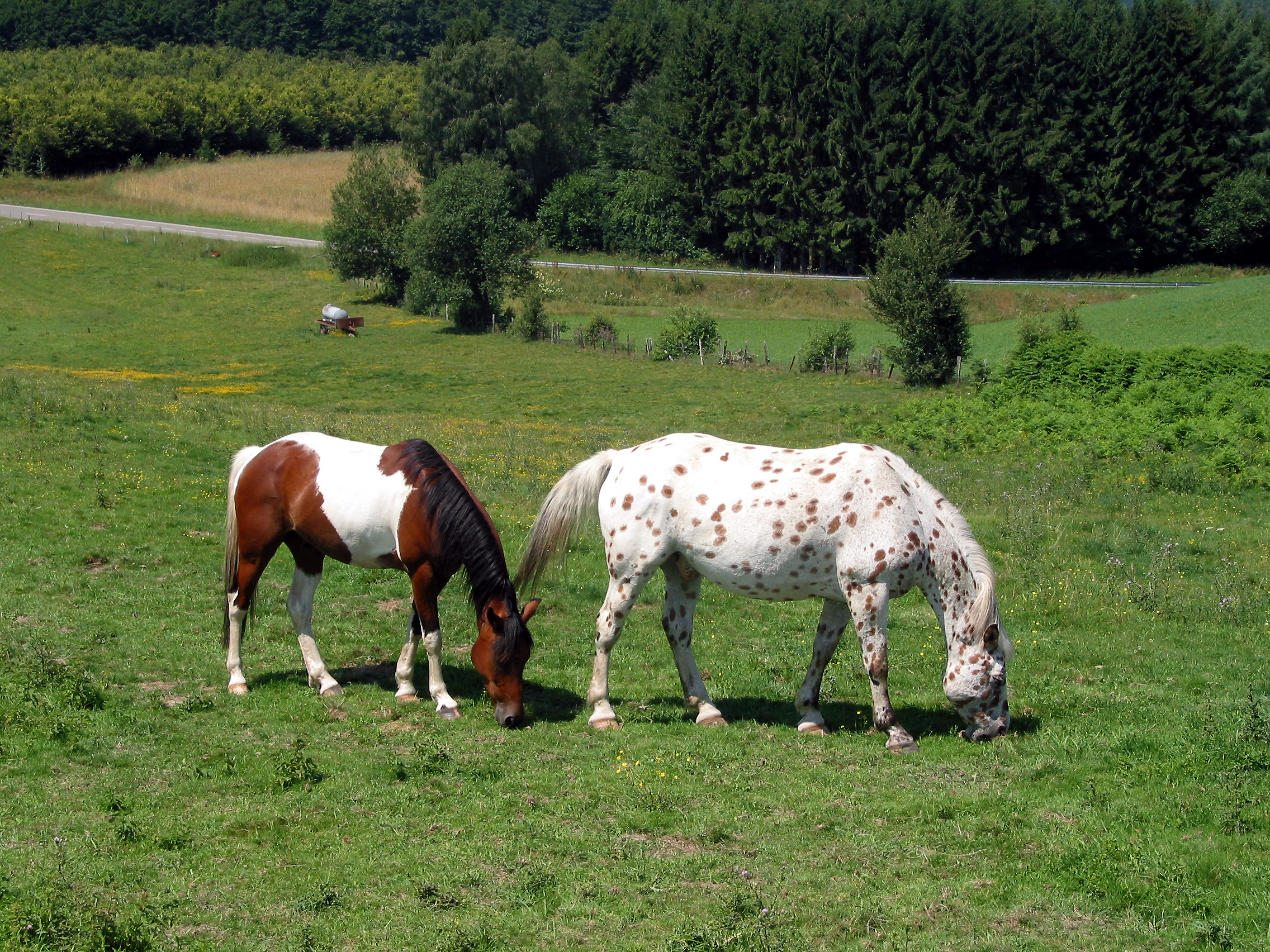
左侧白斑马的标记与右侧豹斑的阿帕卢萨马的不同。照片来源：让-波尔·格兰蒙特（Jean-Pol Grandmont）

阿帕卢萨马俱乐部坐落在莫斯科 (爱达荷州)，是促进和保护阿帕卢萨马种的主要机构，也是一个国际组织。在南美和欧洲的许多国家都有附属的阿帕卢萨马组织，南非、澳大利亚、新西兰、加拿大、墨西哥和以色列也有。截至2010年，阿帕卢萨马俱乐部共拥有33,000名成员，《阿帕卢萨杂志》（包括了大多数会员类型）的发行量在2008年达到了32,000。1983年，由于颜色规则争议，反对注册纯色马的成员成立了美国阿帕卢萨马协会（American Appaloosa Association）。它坐落在密苏里州，截至2008年拥有2,000多名会员。为具有豹斑基因的马匹成立的其它“阿帕卢萨马”注册机构，则与阿帕卢萨马俱乐部没有关系。这些注册机构的基础血库和历史往往与北美阿帕卢萨马不同。阿帕卢萨马俱乐部是迄今为止最大的阿帕卢萨马注册机构，它主办的品种秀也是世界最大的品种秀之一。
阿帕卢萨马是“一个根据阿帕卢萨马俱乐部的血统要求和首要特征（包括毛色图案）定义的马种”。换句话说，阿帕卢萨马是从有限的血统中区分出来的一个独特品种，它有独特的身体特征和期望的颜色，称为“颜色偏好”。阿帕卢萨马并不是严格的“颜色品种”。阿帕卢萨马俱乐部注册的所有阿帕卢萨马的父母必须是两匹已注册的阿帕卢萨马，或者一匹已注册的阿帕卢萨马和一匹来自已认可品种的注册马，其中包括阿拉伯马、奎特马和纯种马。在任何情况下，父母双方至少有一方必须是正规注册的阿帕卢萨马。对血统要求的唯一例外是，阿帕卢萨马颜色的阉马或谱系不明的阉割母马；其所有者可以为这些不能繁殖的马匹申请“困难注册”。阿帕卢萨马俱乐部不接受挽马、小马、白斑马或佩恩特马，并要求成年阿帕卢萨马赤脚站立至少要有14手距（56英寸；142）高。如果一匹马有过多的白色标记，与阿帕卢萨马的图案也不一致（例如那些白斑马的特征），就不能注册，除非通过DNA检测能够证实其父母双方都是在阿帕卢萨马俱乐部注册的马。
某些其它特征可以用来决定是否接受一匹马的“正规”注册：带条纹的蹄子，当眼睛在正常位置时也能见到白色的巩膜，以及眼睛、嘴唇和生殖器周围的斑点皮肤。由于阿帕卢萨马是少数几个表现出皮肤斑点的马种之一，因此该特性“……是阿帕卢萨马非常基本和决定性的标志。”如果一匹阿帕卢萨马天生可见皮毛图案，或斑驳的皮肤，并且至少还有一项其它特征，就可以注册拿到“正规”证书，并具有充分的展示和繁殖特权。如果一匹马符合血统要求，但在出生时并没有可辨识的颜色图案和特征，它仍然可以获得阿帕卢萨马俱乐部的注册，成为一屁“无特征”阿帕卢萨马。这些纯色的、“无特征”的阿帕卢萨马可能不会在阿帕卢萨马俱乐部的活动中展示，除非其拥有者通过DNA测试来证实其亲子关系，并支付额外的费用，使马匹进入阿帕卢萨马俱乐部的表现许可计划（Performance Permit Program，简称PPP）。纯色的阿帕卢萨马会被限制繁殖。

### 颜色规则争议

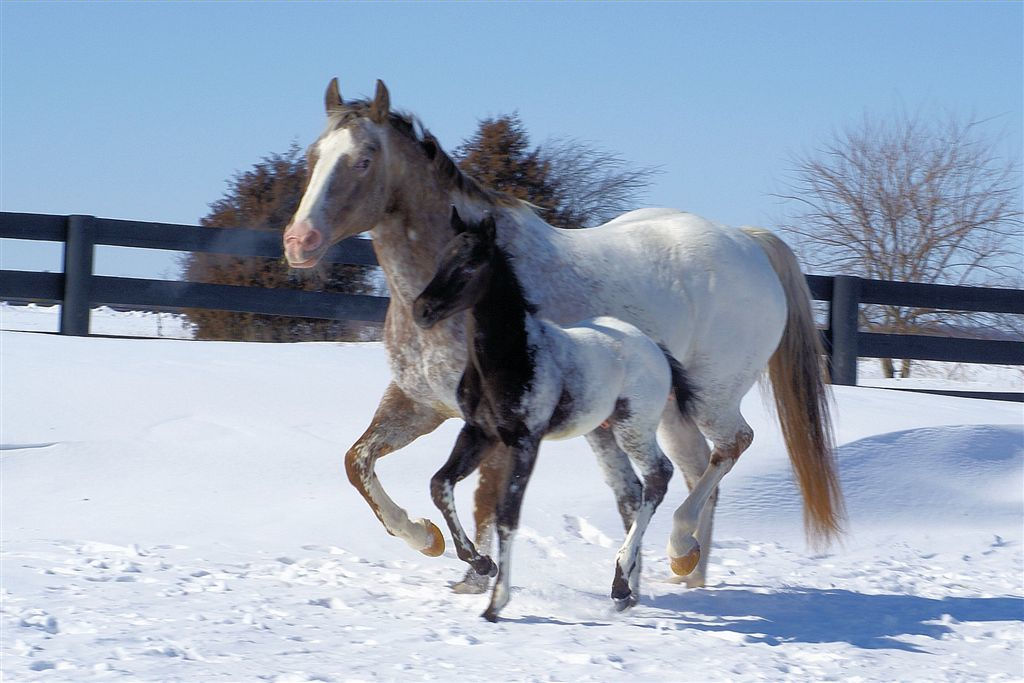
母马和小马。阿帕卢萨马俱乐部鼓励小马早注册，尽管其皮毛图案以后可能会发生变化。

在二十世纪四五十年代，阿帕卢萨马俱乐部和美洲奎特马协会（AQHA）都处于成长期，有时会将最小标记的或以一种颜色为主的阿帕卢萨马用于奎特马的繁殖计划。同时要注意的是，两匹纯色的注册奎特马结合后，有时会生出一种与阿帕卢萨马或白斑马类似的白色小马驹，奎特马爱好者将其称为“绝种马”。在DNA检测可以验证亲子关系之前的相当长的时间内，AQHA都拒绝为这种马注册。阿帕卢萨马俱乐部确实接受了能表现出适当阿帕卢萨马特征的绝种马，而白斑绝种马则成为了美洲佩恩特马协会的核心。著名的阿帕卢萨绝种马包括科利达（Colida）、小丑B（Joker B）、亮眼兄弟（Bright Eyes Brother）和麋鹿（Wapiti）。
在1970年代末，关于阿帕卢萨马注册的颜色争议走向了相反的方向。1982年，阿帕卢萨马俱乐部决定允许纯色的或“无特征”的阿帕卢萨马注册，此举在阿帕卢萨马育种界引起了广泛争议。在此之前，两匹阿帕卢萨马生下的小马也经常会因为颜色不足而被拒绝注册，但无特征的阿帕卢萨马却被允许注册。但是饲养者的经验表明，一些纯色的阿帕卢萨马可能会在后代中生出带斑点的马驹。此外，许多马虽然是纯色的，但能表现出一些次要特征，例如斑驳的皮肤、白色的巩膜和带条纹的蹄子。俱乐部的决定引起了激烈的争议。1983年，一些反对纯色马注册的阿帕卢萨马饲养者成立了美洲阿帕卢萨马协会，一个分离的组织。

## 使用
西部骑马和英式骑马中都广泛使用阿帕卢萨马。西部竞技包括分牛群、西部舞步、团队套牛和吉姆卡纳运动，例如绕桶赛（在只有阿帕卢萨马参加的比赛中称为“卡马斯草原树桩赛”[Camas Prairie Stump Race]）和绕杆赛（在品种展示中称为“内兹珀斯赌马赛”[Nez Percé Stake Race]）。在英式项目中，它们被用于包括三日赛、场地障碍赛和猎狐。它们在耐力赛马和休闲越野骑行中较为常见。阿帕卢萨马还被饲养用来赛马，有一个活跃的品种比赛协会在促进这项运动。它们通常被用于350碼（320）到0.5英里（0.80）之间的中距离比赛；一匹阿帕卢萨马在1989年创下并保持着4.5浪（3,000英尺；910）距离的所有品种的记录。

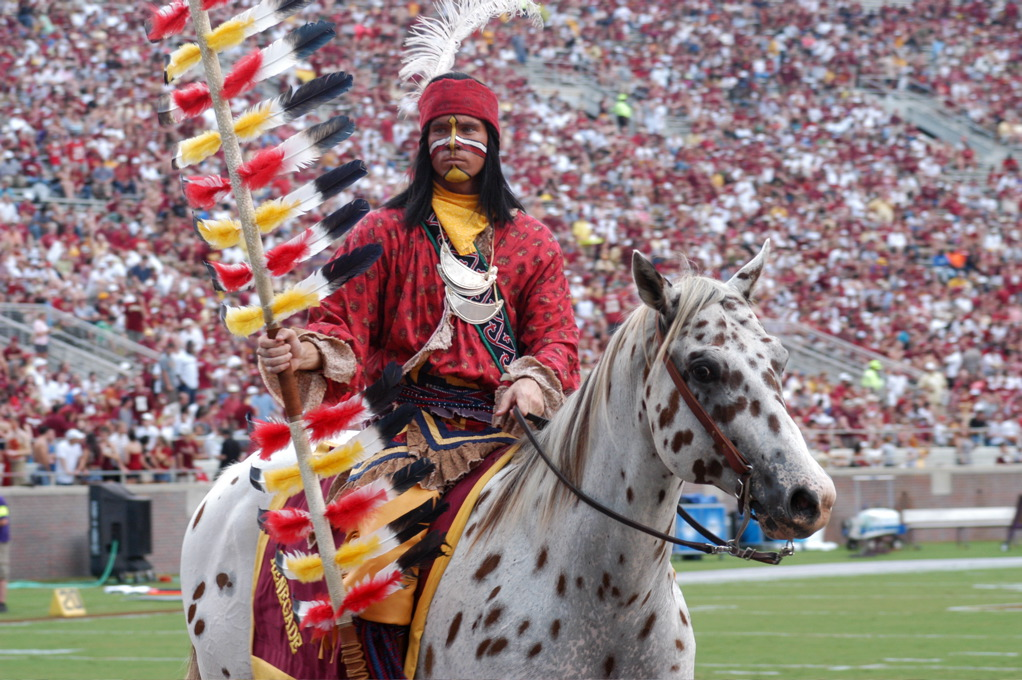
豹斑阿帕卢萨马是佛罗里达州立大学塞米诺尔队吉祥物的一部分。

阿帕卢萨马经常被用于西部电影和电视剧。例子包括马龙·白兰度的电影《阿帕卢萨马》中的“科霍·罗乔”（Cojo Rojo）、约翰·韦恩在1966年的电影《龙虎盟》中骑的“奇普·科奇斯”（Zip Cochise）和马特·达蒙在《大地惊雷》中的坐骑“牛仔”（Cowboy）。阿帕卢萨马是佛罗里达州立大学塞米诺尔队的吉祥物奥西奥拉和叛徒的一部分，但实际上塞米诺尔人跟阿帕卢萨马并没有直接联系。

### 影响
有多个美洲马品种拥有豹斑和阿帕卢萨马血统，包括美洲小马和科罗拉多游侠。有人将阿帕卢萨马与步态马品种杂交，试图创造出一种豹斑缓行步态马。由于这种杂交后代不符合阿帕卢萨马俱乐部的注册条件，它们的主人已经为既有豹斑图案又有步态能力的马建立了品种注册。1995年，内兹珀斯人开始了一项计划，以开发一个新的、独特的马品种，内兹珀斯马，它是基于阿帕卢萨马和来自中亚的品种阿克哈马的杂交。阿帕卢萨种马已经出口到丹麦，为纳布斯楚珀马品种增添了新鲜的血液。

## 健康问题

### 遗传性夜盲
阿帕卢萨马罹患马复发性葡萄膜炎（Equine recurrent uveitis，简称ERU）的风险比所有其它品种的总合高八倍。在左右患ERU的马匹中，阿帕卢萨马的占比可能高达25%。马患葡萄膜炎有许多原因，其中包括眼外伤、疾病，以及细菌、寄生虫和病毒感染，但ERU的特点是葡萄膜炎反复发作，而不是单一的事件。如果不处理，ERU可能导致失明，而阿帕卢萨马比其它品种更容易发生失明的情况。在阿帕卢萨马所有已知的葡萄膜炎病例中，有百分之八十存在以下身体特征：沙色或浅色毛皮图案，眼睑周围色素少，鬃毛和尾毛稀疏，它们最风险最高的个体。研究人员可能已经确定了一个基因区域，其中包含的等位基因，使得该品种更容易感染该疾病。
如果一匹阿帕卢萨马是豹斑（Leopard Complex，简称LP）基因的纯合子，那么它就有先天性静止夜盲症（Congenital Stationary Night Blindness，简称CSNB）的风险。从1970年代开始，这种夜盲症就已经和豹斑联系在一起，在2007年，LP和CSNB之间的“显著联系”被确定。CSNB是一种疾病，它会导致患病的动物缺乏夜间视里，但其白天的视力是正常的。它是一种继承性疾病，从出生开始就存在，并且不会随着时间的的推移而发张。2008年和2010年的研究表明，CSNB和豹斑图案都与TRPM1相关联。

### 药物规则
2007年，阿帕卢萨马俱乐部实施了新的药物规则，允许阿帕卢萨马使用药物呋塞米（常见的商品名称是来适泄锭[Lasix]）和乙酰唑胺的。呋塞米被用来防止马在比赛时的剧烈运动中流鼻血，并被广泛用于赛马。乙酰唑胺（Acet）被用于治疗马的遗传疾病高钾性周期性麻痹（Hyperkalemic Periodic Paralysis，简称HYPP），并防止患病动物癫痫发作。只有马的HYPP测试呈阳性，而且在其注册文件上注明HYPP身份的马，才允许使用Acet。阿帕卢萨马俱乐部建议，带有某种美洲奎特马血统的阿帕卢萨马要进行HYPP测试，所有者可以选择是否将HYPP测试结果记入注册文件。AQHA注册的公马和母马的马驹，如果是在2007年1月1日或之后出生，并且携带HYPP，将被要求做HYPP测试，并将其HYPP身份标明在其注册文件中。
两种药物都存在争议，部分原因是因为，它们被认为是药物遮掩剂和利尿剂，可以使检测马匹系统中是否存在其它药物变得困难。一方面，有人争辩说，赞助各种不同马匹品种参加比赛的美国马术联合会，和管理国际和夏奥会马术比赛的国际马术总会，都禁止使用呋塞米。而另一方面，一些主要的马匹注册机构，拥护他们自己的规则，包括美洲奎特马协会、美洲佩恩特马协会、和美洲金黄马饲养者，（Palomino Horse Breeders of America）允许在比赛后24小时内有条件地使用乙酰唑胺和呋塞米。

### 引文
1. 1 2 3 4 5 6 7   [2012年阿帕卢萨马俱乐部手册]. Appaloosa Horse Club.   [2011-04-02]. （原始内容 (PDF)存档于2011-04-22） （英语）.
2. 1 2   [2012年阿帕卢萨马俱乐部手册]. 阿帕卢萨马俱乐部: Rule 128.   [2012-04-02]. （原始内容 (PDF)存档于2011-04-22） （英语）.
3. 1 2 3 4 5 6 7 8 9 10 11   [阿帕卢萨马识别指南]. Appaloosa Horse Club.   [2010-12-10]. （原始内容存档于2010-12-11） （英语）.
4. ↑   [阿帕卢萨马的特征]. American Appaloosa Association Worldwide.   [2010-11-13]. （原始内容存档于2010-10-25） （英语）.
5. 1 2 3  Bennett, Conquerors，第392頁.
6. 1 2 3 4  Bennett, Conquerors，第391頁.
7. ↑  Bennett, Conquerors，第170頁.
8. ↑  Bennett, Conquerors，第308頁.
9. 1 2  Richardson, Appaloosa，第27–28頁.
10. 1 2 3 4 5 6 7 8  Sponenberg, Equine Color Genetics，第90–91頁.
11. ↑  Bennett, Conquerors，第393頁.
12. ↑  Harris, Horse Breeds of the West，第12頁.
13. 1 2 3 4 5  Archer, Sheila.  [阿帕卢萨马项目：目前正在进行的研究]. The Appaloosa Project.   [2010-12-10]. （原始内容存档于2011-07-07） （英语）.
14. 1 2  Sponenberg, Equine Color Genetics，第92頁.
15. ↑   [阿帕卢萨马]. International Museum of the Horse – Horse Breeds of the World. 肯塔基马公园（英语：Kentucky Horse Park）.   [2013-09-04]. （原始内容存档于2013-09-17） （英语）.
16. ↑   基于来自Sponenberg, Equine Color Genetics，第153–156頁的图片。
17. 1 2 3 4  Bellone, R.; Archer, S.; Wade, C. M.; Cuka-Lawson, C.; Haase, B.; Leeb, T.; Forsyth, G.; Sandmeyer, L.; Grahn, B.  [马匹TRPM1中候选SNP对豹斑（LP）和先天性静止夜盲症（CSNB）的关联分析]. 动物遗传学. 2010-12, 41 (Supplement s2): 207. doi:10.1111/j.1365-2052.2010.02119.x （英语）.
18. ↑  Terry, R. B.; Archer, S.; Brooks, S.; Bernoco, D.; Bailey, E.  [阿帕卢萨马的毛色基因（LP）位于马的1号染色体上]. 动物遗传学（英语：Animal Genetics）. 2004, 35 (2): 134–137. PMID 15025575. doi:10.1111/j.1365-2052.2004.01113.x （英语）.
19. ↑   [基因组研究的应用–皮毛颜色]. Horse Genome Project. 肯塔基大学.   [2008-07-03]. （原始内容存档于2008-07-24） （英语）.
20. ↑  Sponenberg, Equine Color Genetics，第93頁.
21. ↑   [毛色遗传学简介]. 加州大学戴维斯分校兽医学院（英语：UC Davis School of Veterinary Medicine）兽医遗传实验室（Veterinary Genetics Laboratory）.   [2008-01-31]. （原始内容存档于2008-01-20） （英语）.
22. 1 2   [2012年阿帕卢萨马俱乐部手册]. 阿帕卢萨马俱乐部: Rule 205.C.   [2012-04-02]. （原始内容 (PDF)存档于2011-04-22） （英语）.
23. ↑   [什么是阿帕卢萨计划？]. 阿帕卢萨计划.   [2009-10-25]. （原始内容存档于2008-08-24） （英语）.
24. ↑  Pruvost, Bellone;  et al.  [史前马的基因型与洞穴艺术的旧石器时代作品中描绘的表型相匹配]. 美国国家科学院院刊 (美国国家科学院). 2011-11-15, 108 (46): 18626–18630  [2012-05-07]. PMC 3219153 . PMID 22065780. doi:10.1073/pnas.1108982108. （原始内容存档于2020-01-01） （英语）.
25. ↑   [史前马也有豹纹]. 科学新闻（英语：Science News）.   [2012-05-07]. （原始内容存档于2012-10-04） （英语）.
26. 1 2 3 4 5   [阿帕卢萨马的历史]. The Appaloosa Museum.   [2008-01-31]. （原始内容存档于2008-01-18） （英语）.
27. ↑  Peckinpah, Robert L.  [阿帕卢萨古代史]. Horse Lover's Magazine. 1953-01: 26–29 （英语）.
28. ↑  Richardson, Appaloosa，第12–16頁.
29. ↑  Bennett, Deb.  [热点]. 马属（英语：Equus (magazine)）. 1997-03, 233: 57 （英语）.
30. 1 2  Crowell, Cavalcade，第299頁.
31. ↑  Richardson, Appaloosa，第17–18頁.
32. ↑  Bennett, Conquerors，第196頁.
33. ↑  Bennett, Conquerors，第207頁.
34. 1 2 3  Meredith, Mamie J.  [阿帕拉西；阿帕卢萨；阿帕卢西]. 美国演说（英语：American Speech） (杜克大学出版社（英语：Duke University Press）). 1950-12, 25 (4): 310. JSTOR 453271 （英语）.
35. ↑  West, "Nez Perce and Their Trials"，第7頁.
36. ↑  Malone Roeder & Lang, Montana，第134頁.
37. 1 2  Spencer III, Dick.  [阿帕卢萨马]. 西部畜牧杂志（英语：Western Livestock Journal）. 1958-12: 50, 53–55 （英语）.
38. 1 2 3   [阿帕卢萨马历史]. 阿帕卢萨马.   [2008-01-31]. （原始内容存档于2008-02-19） （英语）.
39. 1 2 3 4  Moulton, Lewis and Clark Journals，第333頁.
40. ↑  Bennett, Conquerors，第390頁.
41. ↑  Bennett, Conquerors，第390, 392頁.
42. ↑  West, "Nez Perce and Their Trials"，第14頁.
43. 1 2  Ciarloni, "Shaping Stock Horses"，第82頁.
44. 1 2 3 4  West, "Nez Perce and Their Trials"，第5–6頁.
45. 1 2 3 4 5 6  Malone Roeder & Lang, Montana，第135–136頁.
46. ↑  West, "Nez Perce and Their Trials"，第9頁.
47. 1 2 3  West, "Nez Perce and Their Trials"，第4頁.
48. ↑  West, "Nez Perce and Their Trials"，第14–15頁.
49. 1 2 3   [约瑟夫酋长]. New Perspectives on the West. 公共广播电视公司. 2001  [2010-12-12]. （原始内容存档于2011-09-05） （英语）.
50. 1 2  Haines, Appaloosa，第92–95頁.
51. 1 2  Malone Roeder & Lang, Montana，第138頁.
52. ↑  Richardson, Appaloosa，第23頁.
53. ↑  Richardson, Appaloosa，第24–25頁.
54. 1 2  Murphy, Michael.  [内兹珀斯人启动马匹繁殖计划]. Articles. Nez Perce Horse Registry. 1995-11  [2008-01-31]. （原始内容存档于2021-03-10） （英语）.
55. ↑  Haines, Appaloosa，第96–98頁.
56. 1 2  Crowell, Cavalcade，第296–297頁.
57. ↑  Meredith, Mamie J.  [“阿佩娄萨”，“阿帕拉西”的另一种拼写方式]. 美国语言（英语：American Speech）. 1952-05, 27 (2): 150. JSTOR 454356 （英语）.
58. 1 2  Ciarloni, "Shaping Stock Horses"，第83頁.
59. 1 2 3 4 5 6   [阿帕卢萨马俱乐部的历史]. The Appaloosa Museum.   [2008-01-31]. （原始内容存档于2008-02-06） （英语）.
60. 1 2  Haines, Appaloosa，第98頁.
61. ↑   [阿帕卢萨马博物馆]. 阿帕卢萨马博物馆.   [2008-01-01]. （原始内容存档于2008-02-28） （英语）.
62. ↑  Ciarloni, "Shaping Stock Horses"，第83–84頁.
63. ↑  Appaloosa Horse Club, Appaloosa Horse Club Stud Book, Vol. 1.
64. 1 2  Thorson, Juli S.  [克劳德·汤普森：阿帕卢萨马祖先]. Appaloosa Journal. 1997-06: 40–45 （英语）.
65. ↑  Appaloosa Horse Club, Appaloosa Horse Club Stud Book, Vol. 2 & 3.
66. ↑   [2012年阿帕卢萨马俱乐部手册]. Rule 204 A 1, 2, 3. 阿帕卢萨马俱乐部.   [2012-04-02]. （原始内容 (PDF)存档于2011-04-22） （英语）.
67. ↑   [阿帕卢萨马俱乐部概况介绍]. 阿帕卢萨马俱乐部.   [2007-02-01]. （原始内容存档于2006-10-23） （英语）.
68. ↑  Sellnow, Les.  [过度繁殖]. The Horse. 2008-09-01  [2009-10-24]. （原始内容存档于2012-03-06） （英语）.
69. ↑   [爱达荷州的标志]. 爱达荷州务卿（英语：Secretary of State of Idaho）.   [2016-08-01]. （原始内容存档于2016-07-20） （英语）.
70. ↑   [个性化车牌和纪念样品车牌]. 爱达荷交通厅（英语：Idaho Transportation Department）.   [2008-01-31]. （原始内容存档于2020-07-22） （英语）.
71. ↑   [关于阿帕卢萨马车牌，你需要知道的一切]. 阿帕卢萨马俱乐部.   [2008-01-31]. （原始内容存档于2007-11-19）.
72. ↑   [阿帕卢萨马俱乐部：国际附属机构]. 阿帕卢萨马俱乐部. 2008  [2008-02-12]. （原始内容存档于2008-02-15） （英语）.
73. ↑   [阿帕卢萨马俱乐部的赞助级别] (PDF). 阿帕卢萨马俱乐部: 4.   [2008-02-12]. （原始内容 (PDF)存档于2008-04-11） （英语）.
74. ↑   [阿帕卢萨马俱乐部会员]. 阿帕卢萨马俱乐部.   [2008-02-12]. （原始内容存档于2008-02-21） （英语）.
75. 1 2   [美国阿帕卢萨马协会]. 美国阿帕卢萨马协会.   [2008-01-31]. （原始内容存档于2021-04-10） （英语）.
76. ↑   [品种历史]. The British Appaloosa Society.   [2011-05-11]. （原始内容存档于2012-03-08） （英语）.
77. ↑   [荷兰阿帕卢萨马协会]. 荷兰阿帕卢萨马协会.   [2011-05-11]. （原始内容存档于2021-04-11） （荷兰语）.
78. ↑  Roberts, Honi.  [阿帕卢萨先生]. Trail Rider.   [2011-05-11]. （原始内容存档于2010-08-01） （英语）.
79. ↑  Evans, Horses，第132頁.
80. ↑   [表现许可计划]. 阿帕卢萨马俱乐部.   [2009-10-24]. （原始内容存档于2010-01-04） （英语）.
81. ↑   [2011年阿帕卢萨马俱乐部收费表] (PDF). 阿帕卢萨马俱乐部: 1.   [2010-01-03]. （原始内容存档 (PDF)于2010-03-06）.
82. ↑  Holmes, Spotted Pride，第165頁.
83. ↑   [著名马匹]. 阿帕卢萨马博物馆. 2007  [2008-12-31]. （原始内容存档于2009-01-07） （英语）.
84. ↑  Stanger, Fifty Years of Appaloosa History，第163頁.
85. ↑   [注册阿帕卢萨马的提示]. 阿帕卢萨马俱乐部.   [2008-01-31]. （原始内容存档于2008-02-13） （英语）.
86. ↑  Dutson, Storey's Illustrated Guide to 96 Horse Breeds of North America，第74–78頁.
87. ↑   [阿帕卢萨赛马的里程碑]. 阿帕卢萨马俱乐部.   [2012-09-25]. （原始内容存档于2018-03-14） （英语）.
88. ↑  Wilson, Animal Movies Guide，第161頁.
89. ↑  Murphy, Caitriona.  [像真正的牛仔一样骑马]. 独立新闻与媒体（英语：Independent News & Media）. 2008-05-20  [2008-07-03]. （原始内容存档于2013-02-04） （英语）.
90. ↑  Hayes, Marsha.  [马匹好莱坞：与《大地惊雷》中的马匹明星见面]. 血马出版物（英语：Blood-Horse Publications）. 2010-12-23  [2010-12-29]. （原始内容存档于2012-04-03） （英语）.
91. ↑  Powell, Robert Andrew.  [关于印第安吉祥物的争论：NCAA对印第安吉祥物和昵称的禁令是走得太远，还是不够远？球迷和部落之间存在分歧。]. 纽约时报前刊（英语：The New York Times Upfront）. 学乐集团. 005  [2008-01-31]. （原始内容存档于2019-02-14） （英语）.
92. ↑   [美洲小马和美洲小马俱乐部简史]. 美洲小马俱乐部.   [2012-09-25]. （原始内容存档于2020-02-05） （英语）.
93. ↑   [科罗拉多游侠马协会历史]. Colorado Ranger Horse Association.   [2008-02-01]. （原始内容存档于2008-05-13） （英语）.
94. ↑   [阿帕卢萨马俱乐部2012年官方手册]. 阿帕卢萨马俱乐部: Rules 204, 205.   [2012-06-06]. （原始内容 (PDF)存档于2011-04-22） （英语）.
95. ↑   [步态卢萨马协会]. 步态卢萨马协会.   [2011-04-18]. （原始内容存档于2021-03-01） （英语）.
96. ↑   [虎马介绍]. The Tiger Horse. TIGRE The Tiger Horse Breed Registry.   [2011-04-18]. （原始内容存档于2011-04-19） （英语）.
97. ↑   [阿提格拉多西班牙珍妮特马]. Spanish Jennet Horse Society.   [2011-04-18]. （原始内容存档于2011-05-15） （英语）.
98. ↑   [关于纳布斯楚珀马的一些历史]. Knabstrupperforeningen for Danmark. 2005  [2011-03-22]. （原始内容存档于2021-04-10） （英语）.
99. ↑  Sandmeyer, Lynne.  [马复发性葡萄膜炎（ERU）]. The Appaloosa Project. 2008-07-28  [2010-03-21]. （原始内容存档于2009-04-26） （英语）.
100. ↑  Loving, Nancy.  [葡萄膜炎：内科与外科治疗]. The Horse. 2008-04-19  [2010-03-21]. （原始内容存档于2015-06-14） （英语）.
101. ↑   [摘要：美国兽医眼科学院第36届年会，美国田纳西州纳什维尔，2005年10月12日至15日]. Veterinary Ophthalmology. 2005-11, 8 (6): 437–450. doi:10.1111/j.1463-5224.2005.00442.x. （原始内容存档于2013-01-05）. Based on these data, we conclude that a susceptibility allele for ERU in Appaloosas exists in the MHC region.[根据这些数据，我们得出结论，阿帕卢萨马感染ERU的等位基因位于MHC区域。]
102. 1 2  Archer, Sheila.  [阿帕卢萨马的夜盲症（CSNB）]. The Appaloosa Project.   [2010-12-12]. （原始内容存档于2011-07-07） （英语）.
103. ↑  Witzel, C.A.; Joyce, J.R.; Smith, E.L.  [一匹雌性阿帕卢萨马的先天性夜盲症的视网膜电图]. Journal of Equine Medicine and Surgery. 1977, (1): 226–229 （英语）.
104. ↑  Sandmeyer, Lynne S.; Breaux, Carrie B; Archer, Sheila; Grahn, Bruce H.  [阿帕卢萨马的先天性静止夜盲症的临床和视网膜电图特征，以及与豹斑的关系]. Journal of the American College of Veterinary Ophthalmology. 2007-11, 10 (6): 368–375. PMID 17970998. doi:10.1111/j.1463-5224.2007.00572.x （英语）.
105. ↑   [研究人员精确定位了阿帕卢萨马的颜色和夜盲之间的联系]. The Horse. 2007-11-21  [2009-02-07]. （原始内容存档于2012-03-06） （英语）.
106. ↑  Oke, Stacey.  [揭示阿波罗沙的夜盲症]. The Horse. 2008-08-31  [2009-02-07]. （原始内容存档于2012-03-06） （英语）.
107. ↑   [阿帕卢萨马俱乐部2012年手册]. 阿帕卢萨马俱乐部: Rule 40C, note. 2012  [2012-04-02]. （原始内容 (PDF)存档于2011-04-22） （英语）.
108. ↑  Nelson, Shonda.  [高钾性周期性麻痹（HYPP）测试程序] (PDF). 阿帕卢萨马俱乐部: 1–2. 2008  [2011-03-26]. （原始内容存档 (PDF)于2011-05-23） （英语）.
109. ↑   [2007年7月阿帕卢萨马俱乐部董事会议案] (PDF). 阿帕卢萨马俱乐部: 21–24.   [2008-01-31]. （原始内容存档 (PDF)于2007-12-02） （英语）.
110. ↑   [药物和用药指南] (PDF). 美国马术联合会: 1. 2007-08-01  [2008-08-11]. （原始内容 (PDF)存档于2008-09-11） （英语）.注意：特别列出呋塞米。
111. ↑   [2011年禁用物清单] (PDF). Veterinary Regulations. 国际马术总会: 26. 2011  [2011-05-12]. （原始内容 (PDF)存档于2011-12-03） （英语）.注意：特别列出呋塞米。
112. ↑   [治疗药物情况说明]. 美洲奎特马协会.   [2012-09-25]. （原始内容存档于2012-10-05） （英语）.
113. ↑   [APHA规则手册]. 美洲佩恩特马协会: 78–79, Rule CS–085.   [2008-01-31]. （原始内容存档于2007-12-31） （英语）.
114. ↑   [PHBA规则手册]. 美洲金黄马饲养者: 77–78, Rule 2528A.   [2013-09-04]. （原始内容存档于2013-01-08） （英语）.PHBA不允许在比赛后24小时内使用Lasix，而只允许将乙酰唑胺用于HYPP赛马。